# Mesake Doge
Pour les articles homonymes, voir Doge (homonymie).

a Compétitions nationales et continentales officielles uniquement.

b Matchs officiels uniquement.
Dernière mise à jour le 14 février 2025.
Mesake Doge, né le 1er avril 1993 à Nadogo (province de Macuata, Fidji), est un joueur de rugby à XV international fidjien évoluant au poste de pilier.

## Carrière

### En club
Mesake Doge commence sa carrière avec l'équipe amateure de Naitasiri dans le championnat national fidjien.
En 2016, il est annoncé dans l'effectif de l'équipe australienne des Greater Sydney Rams en NRC mais ne dispute aucune rencontre.
L'année suivante, il fait partie du groupe élargi de l'équipe fidjienne des Fijian Drua, qui dispute également le NRC, mais n'est ensuite pas retenu dans le groupe définitif,.
Plus tard en 2017, il rejoint le club roumain des Timișoara Saracens en SuperLiga. Avec ce club, il remporte le championnat en 2018.
En 2019, il rejoint le CA Brive en Top 14 pour un contrat de trois saisons,. Il joue son premier match sous ses nouvelles couleurs le 24 août 2019 contre la Section paloise. Il quitte le CAB à la fin de la saison 2020-2021.
En juillet 2021, il est annoncé qu'il rejoint la province galloise des Dragons en United Rugby Championship. Au terme de sa première saison au club, malgré un temps de jeu conséquent et de bonnes performances, il n'est pas conservé par la province.
Il fait ensuite son retour aux Fidji, et s'engage avec la franchise des Fijian Drua pour la saison 2023 de Super Rugby,. Arrivé blessé au genou, il ne débute avec sa nouvelle équipe qu'au mois de mai, et ne joue que quatre matchs lors de cette première saison.

### En équipe nationale
Mesake Doge joue avec l'équipe des Fidji des moins de 20 ans en 2013, disputant à cette occasion le championnat du monde junior 2013.
Il joue avec les Fiji Warriors (Fidji A) entre 2016 et 2017, disputant le Pacific Challenge,,.
Il est sélectionné pour la première fois avec l'équipe des Fidji en mai 2016. Il obtient sa première cape internationale le 24 juin 2016 à l'occasion d'un test-match contre la Géorgie à Suva,.
En 2020, après quatre ans d'absence en sélection, et fait son retour à l'occasion de la Coupe d'automne des nations,.
En juin 2023, il est sélectionné au sein du groupe élargi fidjien retenu pour préparer la Coupe du monde 2023. En août 2023, il fait partie du groupe définitif de 33 joueurs sélectionné pour participer à la Coupe du monde en France. Doublure de Luke Tagi lors de la compétition, il joue quatre matchs comme remplaçant, dont le quart de finale face à l'Angleterre.

## Palmarès

### En club
- Vainqueur de la SuperLiga en 2018 avec les Timișoara Saracens.

### En équipe nationale
- Vainqueur du Pacific Challenge en 2016 et 2017 avec les Fiji Warriors.

## Statistiques
- 14 sélections avec les Fidji depuis 2016.
- 10 points (2 essais).